# Liste der Baudenkmale in Oldenburg (Oldb) – Haareneschstraße
In der Liste der Baudenkmale in Oldenburg (Oldb) – Haareneschstraße stehen alle Baudenkmale der Haareneschstraße in Oldenburg (Oldb).  Die Quelle der IDs und der Beschreibungen ist der Denkmalatlas Niedersachsen.
Der Stand der Liste ist das Jahr 2022(37).

## Allgemein
In den Spalten befinden sich folgende Informationen:
- Lage: die Adresse des Baudenkmales und die geographischen Koordinaten. Kartenansicht, um Koordinaten zu setzen. In der Kartenansicht sind Baudenkmale ohne Koordinaten mit einem roten Marker dargestellt und können in der Karte gesetzt werden. Baudenkmale ohne Bild sind mit einem blauen Marker gekennzeichnet, Baudenkmale mit Bild mit einem grünen Marker.
- Bezeichnung: Bezeichnung des Baudenkmales
- Beschreibung: die Beschreibung des Baudenkmales. Unter § 3 Abs. 2 NDSchG werden Einzeldenkmale und unter § 3 Abs. 3 NDSchG Gruppen baulicher Anlagen und deren Bestandteile ausgewiesen.
- ID: die Objekt-ID des Baudenkmales
- Bild: ein Bild des Baudenkmales, ggf. zusätzlich mit einem Link zu weiteren Fotos des Baudenkmals im Medienarchiv Wikimedia Commons. Wenn man auf das Kamerasymbol klickt, können Fotos zu Baudenkmalen aus dieser Liste hochgeladen werden:

Zurück zur Hauptliste
| Lage                                                           | Bezeichnung                       | Beschreibung | ID       | Bild |
| -------------------------------------------------------------- | --------------------------------- | --- | -------- | ---- |
| Haareneschstraße 1 53° 8′ 39″ N, 8° 12′ 13″ O                  | Liebfrauenschule (Lehrerwohnhaus) | An der Straßenecke zur Auguststraße. Zur Auguststraße giebelständiger eineinhalbgeschossiger Putzbau von vier Achsen über Sockelgeschoss mit Drempel unter Satteldach (Typus „Oldenburger Hundehütte“). Eingang an der rechten Seite (Haareneschstraße). Sparsame Putzgliederung: geschossteilende Gesimse, Fensterrahmungen. Rückwärtig an der Haarenenschstraße niedrigerer traufständiger eineinhalbgeschossiger Anbau mit Drempel unter Satteldach, ehemals Stall. Erbaut 1852, Anbau 1858, später Lehrerwohnhaus der Liebfrauenschule. | 37455710 | BW   |
| Haareneschstraße 6 53° 8′ 40″ N, 8° 12′ 12″ O                  | Wohnhaus                          | Giebelständiger dreiachsiger Putzbau von eineinhalb Geschossen über Sockelgeschoss mit Drempel unter Satteldach (Typus „Oldenburger Hundehütte“). Eingang auf der rechten Seite. Putzgliederung: geschossteilende Gesimse, Fenstersohlbänke und Rahmungen der Fensterstürze, am Giebel ansteigender Treppenfries. Vorgarten. Erbaut 1874 durch Maurermeister H. G. Brandt. | 37463560 | BW   |
| Haareneschstraße 8 53° 8′ 40″ N, 8° 12′ 11″ O                  | Wohnhaus                          | Giebelständiger eineinhalbgeschossiger Putzbau von vier Achsen über Sockelgeschoss mit Drempel unter Satteldach (Typus „Oldenburger Hundehütte“). Putzgliederung: geschossteilende Gesimse, Quaderung, Fensterrahmungen, im OG Brüstungsfelder und z. T. Pilaster mit Gebälk. Vorgarten und eiserne Einfriedung. Erbaut 1876 durch Zimmermeister J. H. Mönning. | 37463582 | BW   |
| Haareneschstraße 10 53° 8′ 40″ N, 8° 12′ 10″ O                 | Wohnhaus                          | Giebelständiger eineinhalbgeschossiger Putzbau von vier Achsen über Sockelgeschoss mit Drempel unter Satteldach (Typus „Oldenburger Hundehütte“). Rechts polygonaler eingeschossiger Standerker unter Balkon. An der rechten Seite zurückgesetzter Vorbau mit Eingang. Reste einer Putzgliederung: geschossteilende Gesimse, am Erker Fensterrahmungen. Vorgarten. Erbaut 1877 durch Zimmermeister Johann Hinrich Mönning. | 37463604 | BW   |
| Haareneschstraße 12 53° 8′ 40″ N, 8° 12′ 9″ O                  | Wohnhaus                          | Giebelständiger eineinhalbgeschossiger Putzbau von vier Achsen auf Sockelgeschoss mit Drempel unter Satteldach (Typus „Oldenburger Hundehütte“). Auf der rechten Seite zurückgesetzter Vorbau mit Eingang. Reste einer Putzgliederung: geschossteilende Gesimse, im OG Brüstungsfelder und z. T. Pilaster und Gebälk, am Eingang Pilaster. Vorgarten. Erbaut 1877 durch Zimmermeister Johann Hinrich Mönning. | 37463626 | BW   |
| Haareneschstraße 14 53° 8′ 39″ N, 8° 12′ 9″ O                  | Wohnhaus                          | Giebelständiger eineinhalbgeschossiger Putzbau von vier Achsen über Sockelgeschoss mit Drempel unter Satteldach (Typus „Oldenburger Hundehütte“). Sockel wohl nachträglich mittig podestartig vorgezogen. Auf der rechten Seite Eingang. Putzgliederung: geschossteilende Gesimse, Fensterrahmungen. Vorgarten und eiserne Einfriedung. Erbaut 1875 durch Zimmermeister Johann Hinrich Mönning. | 37463648 | BW   |
| Haareneschstraße 15 53° 8′ 39″ N, 8° 12′ 8″ O                  | Wohnhaus                          | Zweigeschossiger Putzbau von vier Achsen auf Sockelgeschoss unter Walmdach. Zwerchgiebel mit Voluten. Auf der rechten Seite zurückgesetzter Vorbau mit Eingang. Putzgliederung: geschossteilende Gesimse, am Sockel Quaderung, Fensterrahmungen, im EG Brüstungsfelder, am Giebel Pilaster. Vorgarten und eiserne Einfriedung. Erbaut 1898 durch Zimmermeister F. Meyer & Co. | 37463714 | BW   |
| Haareneschstraße 16 53° 8′ 40″ N, 8° 12′ 8″ O                  | Wohnhaus                          | Giebelständiger eineinhalbgeschossiger Putzbau von vier Achsen über Sockelgeschoss mit Drempel unter Satteldach (Typus „Oldenburger Hundehütte“). Eingang auf der rechten Seite. Putzgliederung: geschossteilende Gesimse, Fensterrahmungen. Vorgarten und eiserne Einfriedung. Erbaut 1875 durch Zimmermeister Joh. Wempe. | 37463670 | BW   |
| Haareneschstraße 17 53° 8′ 39″ N, 8° 12′ 8″ O                  | Wohnhaus                          | Giebelständiger eineinhalbgeschossiger Putzbau von vier Achsen über Sockelgeschoss mit Drempel unter Satteldach (Typus „Oldenburger Hundehütte“). Fenster im Giebel rundbogig. Auf der linken Seite zurückgesetzter Vorbau mit Eingang. Putzgliederung: über dem EG geschossteilende Gesimse, am Sockel Quaderung, Fensterrahmungen und Brüstungsfelder. Vorgarten. Erbaut 1861. | 37463736 | BW   |
| Haareneschstraße 20 53° 8′ 40″ N, 8° 12′ 7″ O                  | Wohnhaus                          | Eckhaus zur Adlerstraße. Giebelständiger eineinhalbgeschossiger Putzbau von vier Achsen über Sockelgeschoss mit Drempel unter Satteldach (Typus „Oldenburger Hundehütte“). Im Erdgeschoss später mittig zweiachsiger Vorbau angefügt. Eingang auf der rechten Seite. Putzgliederung: geschossteilende Gesimse, horizontale Fugen, Fensterrahmungen, im OG Brüstungsfelder. Vorgarten und Einfriedung als Holzzaun mit massiven Pfosten. Erbaut zwischen 1875 und 1880. | 37463692 | BW   |
| Haareneschstraße 23 53° 8′ 39″ N, 8° 12′ 5″ O                  | Wohnhaus                          | Giebelständiger eineinhalbgeschossiger Putzbau von vier Achsen über Sockelgeschoss mit Drempel unter Satteldach (Typus „Oldenburger Hundehütte“). Fenster rundbogig. Sparsame Putzgliederung: geschossteilendes Gesims, Fenstersohlbänke und Bogenrahmungen, im EG Brüstungsfelder, am Giebel ansteigender Treppenfries. Vorgarten. Erbaut um 1860. | 37463782 | BW   |
| Haareneschstraße 25 53° 8′ 39″ N, 8° 12′ 5″ O                  | Wohnhaus                          | Giebelständiger eineinhalbgeschossiger Putzbau von vier Achsen über Sockelgeschoss mit Drempel unter Satteldach (Typus „Oldenburger Hundehütte“). Im EG zwei Gruppen von drei Fenstern. Rechts Auslucht mit jüngerem Garageneinbau. Auf der rechten Seite zurückgesetzter Vorbau mit Eingang. Sparsame Putzgeliderung: geschossteilende Gesimse, Fenstersohlbänke, im OG Stürze. Vorgarten. Erbaut zwischen 1875 und 1880. | 37463804 | BW   |
| Haareneschstraße 27 53° 8′ 39″ N, 8° 12′ 4″ O                  | Wohnhaus                          | Giebelständiger eineinhalbgeschossiger Putzbau von vier Achsen über Sockelgeschoss mit Drempel unter Satteldach (Typus „Oldenburger Hundehütte“). Auf der rechten Seite zurückgesetzter Vorbau mit Eingang. Putzgliederung: geschossteilende Gesimse, am Sockel Quader, horizontale Fugen, Fensterrahmungen. Vorgarten. Erbaut 1879. | 37463826 | BW   |
| Haareneschstraße 29 53° 8′ 39″ N, 8° 12′ 3″ O                  | Wohnhaus                          | Giebelständiger eineinhalbgeschossiger Putzbau von fünf Achsen über Sockelgeschoss mit Drempel unter Satteldach (Typus „Oldenburger Hundehütte“). Putzgliederung: geschossteilende Gesimse, Rustizierung des Sockels, Fensterrahmungen und Ädikulen, im Obergeschoss Brüstungsfelder, Pilaster und Gebälk. Erbaut 1879–1880 durch Maurermeister Johann Heinrich Brandes. | 37463848 | BW   |
| Haareneschstraße 39 53° 8′ 39″ N, 8° 11′ 59″ O                 | Wohnhaus                          | Eckhaus zur Holtzingerstraße. Eineinhalbgeschossiger traufständiger Putzbau von drei Achsen über Sockelgeschoss mit Drempel unter Satteldach. Linke Achse risalitartig vortretend, als giebelständiger Quertrakt unter Satteldach ausgeprägt. Das Haus eine Variante des Typus „Oldenburger Hundehütte“. Vor der mittleren Achse Podest mit Freitreppe und hölzernem Windfang unter Satteldach vor dem Eingang. Linke Seite zur Holtzingersraße mit vier Achsen, die rechte blind. Putzgliederung: geschossteilende Gesimse, Fensterrahmungen, im Giebel Brüstungsfeld, Pilaster und Ädikula. Vorgarten und eiserne Einfriedung. Erbaut 1878 durch Zimmermeister J. D. Spreen & Sohn. | 37463973 | BW   |
| Haareneschstraße 41 53° 8′ 39″ N, 8° 11′ 59″ O                 | Wohnhaus                          | Zweigeschossiger Putzbau von vier Achsen über Sockelgeschoss unter Mansardwalmdach. Auf der linken Seite zurückgesetzter Trakt mit Eingang. Zwerchgiebel mit Voluten und zwei Gaupen mit Pyramidendächern. Putzgliederung: geschossteilende Gesimse, Fensterrahmungen, im Obergeschoss Brüstungsfelder. Vorgarten. Erbaut 1878. | 37463995 | BW   |
| Haareneschstraße 43 53° 8′ 39″ N, 8° 11′ 58″ O                 | Wohnhaus                          | Zweigeschossiger Putzbau von fünf Achsen über Sockelgeschoss unter Walmdach. Rechte zwei Achsen Risalit. Eingang links im Souterrain. Putzgliederung: geschossteilende Gesimse, Kantenquaderung, Fensterrahmungen. Vorgarten. Erbaut 1900–1901, Architekt: H. Neddersen. | 37464017 | BW   |
| Haareneschstraße 45 53° 8′ 39″ N, 8° 11′ 57″ O                 | Wohnhaus                          | Giebelständiger eineinhalbgeschossiger Putzbau von drei Achsen über Sockelgeschoss mit Drempel unter Satteldach (Typus „Oldenburger Hundehütte“). Auf der linken Seite zurückgesetzter Vorbau mit Eingang. Putzgliederung: geschossteilende Gesimse, im EG horizontale Fugen, Fensterrahmungen, im OG z. T. Brüstungsfelder, Pilaster und Gebälk, am Portal Pilaster. Vorgarten und eiserne Einfriedung. Erbaut 1874–1874 durch Zimmermeister J. F. Wedemeyer. | 37464039 | BW   |
| Haareneschstraße 55 53° 8′ 39″ N, 8° 11′ 53″ O                 | Wohnhaus                          | Giebelständiger eineinhalbgeschossiger Putzbau von vier Achsen über Sockelgeschoss mit Drempel unter Satteldach (Typus „Oldenburger Hundehütte“). Links Podest mit Terrasse. Auf der linken Seite Eingang. Putzgliederung: geschossteilende Gesimse, Rustizierung des Sockels, Fensterrahmungen, im OG z. T. Brüstungsfelder und Ädikulen sowie Relieffeld mit Ranke und Jahreszahl „1893“. Verzierter Schwebegiebel. Vorgarten. Erbaut 1893. | 37464061 | BW   |
| Haareneschstraße 57 53° 8′ 39″ N, 8° 11′ 52″ O                 | Wohnhaus                          | Giebelständiger eineinhalbgeschossiger Putzbau mit Drempel unter Satteldach. Im EG ehemals links zwei Fenster, später zusammengefasst, inzwischen rekonstruiert, und rechts Eingang (später durch Fenster ersetzt). Auf der rechten Seite jüngerer zurückgesetzter Vorbau mit Eingang. Auf der linken Seite jüngerer Garagenanbau. Vorgarten. Erbaut 1878, Architekt: Heinrich Früstück. | 37464083 | BW   |
| Haareneschstraße 59 53° 8′ 39″ N, 8° 11′ 52″ O                 | Wohnhaus                          | Giebelständiger eineinhalbgeschossiger Putzbau von vier Achsen über Kellersockel mit Drempel unter Satteldach (Typus „Oldenburger Hundehütte“). Auf der rechten Seite zurückgesetzter Vorbau mit Eingang. Putzgliederung: geschossteilende Gesimse, horizontale Fugen, Fensterrahmungen, im OG Brüstungsfelder und z. T. Ädikulen. Vorgarten. Erbaut 1893–1894, Arhitekt: Wilhelm Heinrich Gerhard Wittholt. | 37464105 | BW   |
| Haareneschstraße 61 53° 8′ 39″ N, 8° 11′ 51″ O                 | Wohnhaus                          | Giebelständiger eineinhalbgeschossiger Putzbau von vier Achsen mit Drempel unter Satteldach (Typus „Oldenburger Hundehütte“). Eingang auf der rechten Seite. Im EG zwischenzeitlich nur zwei Fenster, inzwischen rekonstruiert. Putzgliederung im OG erhalten: geschossteilendes Gesims, horizontale Fugen, Fensterrahmungen und z. T. Brüstungsfelder und Ädikulen. Verzierter hölzerner Schwebegiebel. Erbaut 1894, Architekten: Wilhelm Heinrich Gerhard Wittholt, Georg Christian Friedrich August Bohlmann. | 37464127 | BW   |
| Haareneschstraße 63 / 63a, 65 / 65a 53° 8′ 39″ N, 8° 11′ 50″ O | Wohnhaus                          | Vierfamilien-Zwillingshaus, Eckhaus zur Westerstraße. Bestehend aus zwei giebelständigen zweigeschossigen Putzbauten von drei Achsen unter Satteldach, verbunden durch traufständigen zweigeschossigen einachsigen Zwischentrakt unter Satteldach. Eingänge beider Häuser in den inneren Achsen (beim linken Haus zugesetzt) und an den äußeren Traufseiten. An der rechten Seite vorne nachträglich Auslucht angebaut. Sparsame Putzgliederung: geschossteilendes Gesims, Fensterrahmungen, im EG Brüstungsfelder. Rückwärtig ehemals eingeschossige, zum Hof etwas zurücktretende Anbauten: links Waschküchentrakt, inzwischen stark umgebaut oder ganz neugebaut, rechts Schlosserwerkstatt, nachträglich auf die Höhe des Vorderhauses gebracht und zum Hof erweitert. Zu beiden Straßen Vorgarten. Erbaut 1892, Architekt: Joh. Wiemken. | 37464149 | BW   |
| Haareneschstraße 67 53° 8′ 39″ N, 8° 11′ 48″ O                 | Wohnhaus                          | Eckhaus zur Westerstraße. Eineinhalbgeschossiger traufständiger Putzbau über Sockelgeschoss mit Drempel unter Satteldach. Rechte zwei Achsen risalitartig vortretend, als giebelständiger Quertrakt unter Satteldach ausgeprägt. Das Haus eine Variante des Typus „Oldenburger Hundehütte“. Risalit nach links als Podest fortgeführt, mit Wintergarten, Freitreppe und Eingang. Rechte Seite zur Westerstraße mit vier Achsen. Putzgliederung: geschossteilende Gesimse, am Sockel horizontale Fugen, Fensterrahmungen, im EG Brüstungsfelder. Vorgarten. Erbaut 1879, Architekt: J. C. Berger. | 37464173 | BW   |
| Haareneschstraße 69 53° 8′ 39″ N, 8° 11′ 47″ O                 | Wohnhaus                          | Giebelständiger eineinhalbgeschossiger Putzbau von drei Achsen (im Giebel vier Achsen) mit Drempel unter Satteldach (Typus „Oldenburger Hundehütte“). Auf der linken Seite zurückgesetzter Vorbau mit Eingang. Puktzgliederung: geschossteilendes Gesims, Fensterrahmungen, im EG Brüstungsfelder, im Obergeschoss z. T. Pilaster und Gebälk. Dach stark vorstehend mit profilierten Pfetten und geschnitztem Ort. Vorgarten. Erbaut 1878 durch Zimmermeister Joh. Wiemken. | 37464195 | BW   |
| Haareneschstraße 78 53° 8′ 40″ N, 8° 11′ 44″ O                 | Wohnhaus                          | Eckhaus zur Eike-von-Repkow-Straße. Giebelständiger eineinhalbgeschossiger Putzbau von vier Achsen mit Drempel unter Satteldach (Typus „Oldenburger Hundehütte“). Mittlere Giebelfenster später zusammengefasst (inzwischen rückgängig gemacht). Putzgliederung: geschossteilendes Gesims, Fensterrahmungen, im OG Brüstungsfelder. Vorgarten. Erbaut 1872. | 37464284 | BW   |
| Haareneschstraße 80 53° 8′ 40″ N, 8° 11′ 43″ O                 | Wohnhaus                          | Eineinhalbgeschossiger traufständiger Backsteinbau mit Putzgliederung von vier Achsen mit Drempel unter Satteldach. Mittig zweiachsiger, zweigeschossiger Risalit mit Zwerchgiebel. Putzgliederung: geschossteilendes Gesims, Kantenquaderung, Fensterrahmungen, im Giebel Ädikulen. Vorgarten. Erbaut 1901 durch Maurermeister Johann Heinrich Brandes. | 37464306 | BW   |
| Haareneschstraße 82 53° 8′ 40″ N, 8° 11′ 42″ O                 | Wohnhaus                          | Giebelständiger eineinhalbgeschossiger Putzbau von vier Achsen über Sockelgeschoss mit Drempel unter Satteldach (Typus „Oldenburger Hundehütte“). Mittig eingeschossiger, zweiachsiger Standerker unter Balkon. Auf der linken Seite zurückgesetzter Vorbau mit Eingang. Putzgliederung: geschossteilende Gesimse, Quaderung, Fensterrahmungen, am Obergeschoss z. T. Ädikulen, am Erker Pilaster und Architrav. Vorgarten. Erbaut 1891, Architekt H. Wittholt. | 37464328 | BW   |
| Haareneschstraße 84 53° 8′ 40″ N, 8° 11′ 41″ O                 | Wohnhaus                          | Giebelständiger eineinhalbgeschossiger Putzbau von fünf Achsen (im Giebel vier) mit Drempel unter Satteldach (Typus „Oldenburger Hundehütte“). Mittig eingeschossiger polygonaler Standerker unter Balkon. sparsame Putzgliederung: geschossteilendes Gesims, z. T. Fensterrahmungen. Vorgarten und eiserne Einfriedung. Erbaut vor 1877. | 37464350 | BW   |
| Haareneschstraße 86 53° 8′ 40″ N, 8° 11′ 41″ O                 | Wohnhaus                          | Giebelständiger eineinhalbgeschossiger Putzbau vn vier Achsen mit Drempel unter Satteldach (Typus „Oldenburger Hundehütte“). Verzierter hölzerner Schwebegiebel. Putzgliederung: geschossteilende Gesimse, Fensterrahmungen. Vorgarten. Erbaut 1878. | 37464372 | BW   |
| Haareneschstraße 87 53° 8′ 39″ N, 8° 11′ 40″ O                 | Wohnhaus                          | Giebelständiger eineinhalbgeschossiger Putzbau von vier Achsen mit Drempel unter Satteldach (Typus „Oldenburger Hundehütte“). Auf der linken Seite zurückgesetzter Vorbau mit Eingang. Putzgliederung: geschossteilendes Gesims, horizontale Fugen, Fensterrahmungen, im OG Brüstungen, teils als Balusterbrüstungen, und z. T. Ädikulen. Vorgarten. Erbaut 1899 durch Zimmermeister F. Lübbers. | 37464218 | BW   |
| Haareneschstraße 88 53° 8′ 40″ N, 8° 11′ 40″ O                 | Wohnhaus                          | Giebelständiger eineinhalbgeschossiger Putzbau von fünf Achsen (im Giebel vier) mit Drempel unter Satteldach (Typus „Oldenburger Hundehütte“). Eingang ehemals mittig (zugesetzt). Sparsame Putzgliederung: geschossteilendes Gesims, Fensterrahmungen. Vorgarten und eiserne Einfriedung. Erbaut 1869. | 37464398 | BW   |
| Haareneschstraße 89 53° 8′ 39″ N, 8° 11′ 39″ O                 | Wohnhaus                          | Giebelständiger eineinhalbgeschossiger Putzbau von vier Achsen mit Drempel unter Satteldach (Typus „Oldenburger Hundehütte“). Auf der linken Seite zurückgesetzter Vorbau mit Eingang. Putzgliederung: geschossteilendes Gesims, im EG horizontale Fugen, Fensterrahmungen, im OG z. T. Brüstungsfelder, Pilaster und Gebälk. Vorgarten. Erbaut 1878 durch Zimmermeister Joh. Wiemken. | 37464240 | BW   |
| Haareneschstraße 90 53° 8′ 40″ N, 8° 11′ 39″ O                 | Wohnhaus                          | Giebelständiger eineinhalbgeschossiger Putzbau von fünf Achsen (im Giebel vier) mit Drempel unter Satteldach (Typus „Oldenburger Hundehütte“). Eingang ehemals mittig (zugesetzt). Sparsame Putzgliederung: geschossteilendes Gesims, Fensterrahmungen. Vorgarten. Erbaut 1869. | 37464442 | BW   |
| Haareneschstraße 91 53° 8′ 39″ N, 8° 11′ 39″ O                 | Wohnhaus                          | Giebelständiger eineinhalbgeschossiger Putzbau von vier Achsen mit Drempel unter Satteldach (Typus „Oldenburger Hundehütte“). Putzgliederung: geschossteilendes Gesims, Fensterrahmungen, im OG z. T. Brüstungsfelder. Vorgarten. Erbaut 1892. | 37464262 | BW   |
| Haareneschstraße 99 53° 8′ 38″ N, 8° 11′ 37″ O                 | Wohnhaus                          | Traufständiger eineinhalbgeschossiger Putzbau mit Drempel unter Satteldach (Variante des Typus „Oldenburger Hundehütte“). Im EG mittig drei Fenster. Giebelseite rechts dreiachsig mit mittigem Eingang, im Giebel vierachsig. Putzgliederung: geschossteilendes Gesims, horizontale Fugen, Fensterrahmungen, an der Traufseite und im Giebel Brüstungsfelder, Pilaster und Gebälk. Vorgarten. Erbaut 1879, Architekt: Mönning & Sohn. | 37420848 | BW   |